# 카슈미르땃쥐
카슈미르땃쥐(Crocidura pullata)는 땃쥐과에 속하는 포유류의 일종이다. 인도와 파키스탄에서 발견된다.